# Novopetrivske, Nova Odesa
Novopetrivske (în ucraineană Новопетрівське) este localitatea de reședință a comunei Novopetrivske din raionul Nova Odesa, regiunea Mîkolaiiv, Ucraina.

## Demografie
Componența lingvistică a localității Novopetrivske
     Ucraineană (91,6%)
     Rusă (6,67%)
     Alte limbi (0,67%)
Conform recensământului din 2001, majoritatea populației localității Novopetrivske era vorbitoare de ucraineană (91,6%), existând în minoritate și vorbitori de rusă (6,67%).